# Physcomitrium sumatranum
Physcomitrium sumatranum là một loài Rêu trong họ Funariaceae. Loài này được Baumgartner & J. Froehl. mô tả khoa học đầu tiên năm 1953.